# Муса ібн Фаріс
Муса ібн Фаріс аль-Мутавакіль (араб. موسى بن أبي عنان فارس بن علي; нар. 1356 — 1386) — 17-й маринідський султан Марокко в 1384—1386 роках. Відомий також як Абу Фаріс.

## Життєпис
Походив з династії Маринідів. Син султана Абу Інан Фаріса. Народився 1356 року. Під час боротьби його родичів за трон в 1360-х роках відправлений до Гранади. 1384 року за підтримки гранадського еміра Мухаммада V в Сеуті зібрав військо, з яким рушив на Фес. В цей час султан Ахмад I перебував в Тлемсені. Військо Муси захопило столицю держави, а потім блокувала Ахмада I в Тазі, де той здався. Мусу було оголошено новим султаном. Втім невдаовзі фактичну владу перебрав його візир Масуд ібн Масаї.
Втім поступово між султаном і візиром виник конфлікт через владу. Зрештою Масуд залишив посаду. Але візиром став його родич айш ібн Абд ар-Рахман. У 1386 році султана було отруєно й трон зайняв небіж Мухаммад ібн Ахмад.